# Markus Gier
Markus Gier, född den 1 januari 1970 i Sankt Gallen i Schweiz, är en schweizisk roddare.
Han tog OS-guld i lättvikts-dubbelsculler i samband med de olympiska roddtävlingarna 1996 i Atlanta.